# Real Sporting de Gijón "C"
El Real Sporting de Gijón "C" es un club de fútbol de Gijón, Principado de Asturias (España) que compite en Primera Asturfútbol.

## Historia
El club fue fundado como Club Deportivo Norte Astur en 1995 y disputaba sus encuentros como local en el campo del Colegio de la Inmaculada. Comenzó compitiendo en Segunda Regional y en 1998 ascendió a Primera Regional.
En 2009 se convierte en el Club Deportivo Racing de La Guía Norte Astur y sigue compitiendo en Primera Regional hasta 2019, cuando asciende a Regional Preferente. En 2022 desciende a Segunda RFFPA, ascendiendo a Primera RFFPA en 2023.
En julio de 2023 llega a un acuerdo de fusión por absorción con el Real Sporting de Gijón, que lo convierte en su segundo conjunto sénior de fútbol base, por detrás del Sporting Atlético, y pasa a denominarse Real Sporting de Gijón "C".

## Estadio
Cuando se convirtió en Club Deportivo Racing de La Guía Norte Astur, cambió el campo del Colegio de la Inmaculada por los Campos federativos de Roces, y, posteriormente, en 2016, se trasladó al campo de fútbol Braña Sur. Tras su absorción por parte del Real Sporting de Gijón, pasó a jugar como local en la Escuela de Fútbol de Mareo. 

## Uniforme
- Uniforme titular: camiseta a franjas verticales rojas y blancas, pantalón blanco y medias rojas.
- Uniforme alternativo: completamente verde.

## Trayectoria en competiciones nacionales
- Temporadas en Primera División: 0
- Temporadas en Segunda División: 0
- Temporadas en Primera Federación: 0
- Temporadas en Segunda Federación: 0
- Temporadas en Tercera Federación: 0

## Trayectoria

### Como Norte Astur
| Temporada | Nivel | Categoría    | Posición | Copa del Rey |
| --------- | ----- | ------------ | -------- | ------------ |
| 1995-96   | 7     | 2.ª Regional | 15.º     |              |
| 1996-97   | 7     | 2.ª Regional | 7.º      |              |
| 1997-98   | 7     | 2.ª Regional | 2.º      |              |
| 1998-99   | 6     | 1.ª Regional | 18.º     |              |
| 1999-2000 | 7     | 2.ª Regional | 1.º      |              |
| 2000-01   | 6     | 1.ª Regional | 13.º     |              |
| 2001-02   | 6     | 1.ª Regional | 16.º     |              |
| 2002-03   | 7     | 2.ª Regional | 2.º      |              |
| 2003-04   | 6     | 1.ª Regional | 16.º     |              |
| 2004-05   | 7     | 2.ª Regional | 3.º      |              |
| 2005-06   | 6     | 1.ª Regional | 9.º      |              |
| 2006-07   | 6     | 1.ª Regional | 14.º     |              |
| 2007-08   | 6     | 1.ª Regional | 14.º     |              |
| 2008-09   | 6     | 1.ª Regional | 12.º     |              |

| Temporada | Nivel | Categoría           | Posición          | Copa del Rey |
| --------- | ----- | ------------------- | ----------------- | ------------ |
| 2009-10   | 6     | 1.ª Regional        | 13.º              |              |
| 2010-11   | 6     | 1.ª Regional        | 14.º              |              |
| 2011-12   | 6     | 1.ª Regional        | 11.º              |              |
| 2012-13   | 6     | 1.ª Regional        | 9.º               |              |
| 2013-14   | 6     | 1.ª Regional        | 10.º              |              |
| 2014-15   | 6     | 1.ª Regional        | 9.º               |              |
| 2015-16   | 6     | 1.ª Regional        | 8.º               |              |
| 2016-17   | 6     | 1.ª Regional        | 10.º              |              |
| 2017-18   | 6     | 1.ª Regional        | 7.º               |              |
| 2018-19   | 6     | 1.ª Regional        | 3.º               |              |
| 2019-20   | 5     | Regional Preferente | 15.º              |              |
| 2020-21   | 5     | Regional Preferente | 3.º (Subgrupo 1)  |              |
| 2021-22   | 6     | Regional Preferente | 12.º (Subgrupo 1) |              |
| 2022-23   | 7     | 2.ª RFFPA           | 3.º               |              |

### Como Real Sporting "C"
| Temporada | Nivel | Categoría       | Posición |
| --------- | ----- | --------------- | -------- |
| 2023-24   | 6     | 1.ª Asturfútbol | 1.º      |
| 2024-25   | 6     | 1.ª Asturfútbol |          |

## Palmarés Real Sporting de Gijón "C"

### Torneos autonómicos
- Primera Asturfútbol (1): 2023-24.